# Acuši Učijama
Acuši Učijama (* 29. červen 1959) je bývalý japonský fotbalista.

## Klubová kariéra
Hrával za Yamaha Motors.

## Reprezentační kariéra
Acuši Učijama odehrál za japonský národní tým v letech 1984–1985 celkem 2 reprezentační utkání.

## Statistiky
| Japonsko | Japonsko | Japonsko |
| Roky     | Záp.     | Góly     |
| -------- | -------- | -------- |
| 1984     | 1        | 0        |
| 1985     | 1        | 0        |
| Celkem   | 2        | 0        |